# Canthydrus rossanae
Canthydrus rossanae is een keversoort uit de familie diksprietwaterkevers (Noteridae). De wetenschappelijke naam van de soort werd in 1987 gepubliceerd door Bilardo & Rocchi.